# محوطه قلعه کوهی
محوطه قلعه کوهی مربوط به هزاره چهارم پیش از میلاد است و در شهرستان مشهد، بخش احمدآباد، روستای قاسم‌آباد واقع شده و این اثر در تاریخ ۱۷ اسفند ۱۳۸۱ با شمارهٔ ثبت ۷۶۱۳ به‌عنوان یکی از آثار ملی ایران به ثبت رسیده است.